# Mutisme selectiu
El mutisme selectiu és un trastorn d'ansietat on una persona que és normalment capaç de parlar no parla en situacions específiques o a persones específiques. Aquest trastorn normalment coincideix amb la timidesa o l'ansietat en entorns socials. Persones amb mutisme selectiu romanen silencioses fins i tot quan les conseqüències del seu silenci inclouen ser dessacralitzades o acabar castigats.

## Descripció
Els nens i adults amb mutisme selectiu son plenament capaços de parlar i entendre la llengua, però escullen no fer-ho. El comportament pot ser percebut com a vergonya o mala educació pels altres. Un nen amb mutisme selectiu pot ser completament silenciós a l'escola durant anys però parlar bastant lliurement o fins i tot excessivament a casa. Hi ha una variació jeràrquica entre persones amb aquest desordre: algunes persones participen plenament en activitats i semblen sociables però no parlen, altres parlaran només amb companys però no amb adults, altres parlaran amb adults quan se'ls hi pregunten coses amb respostes curtes però mai amb companys, i encara n'hi ha d'altres que no parlen amb ningú i participen en poques, si cap, de les activitats que se'ls hi presenten. En una forma severa coneguda com a  "mutisme progressiu", els que pateixen el trastorn, no parlen amb cap persona en cap situació, ni tan sols amb familiars propers.
El mutisme selectiu es defineix per les següents característiques:
- No parlar en situacions socials específiques malgrat parlar en altres situacions.
- La duració del trastorn és com a mínim d'un mes (no limitat al primer mes escolar).
- La decisió de no parlar no és a causa d'una manca de coneixement o d'incomoditat amb la llengua parlada